# 瑤涵沂
陳靖婕（1986年7月23日—），台灣新生代女演員，2011年3月啟用新藝名瑤函沂。2010年為客委會拍攝系列印象廣告。

## 演出作品

### 電視劇
- 2006《天使情人》 客串（角色：珊珊）
- 2007《兩個門牌一個家》 客串
- 2008《花樹下的約定》（角色：唐深深）
- 2009《老王同學會》（角色：范正媚）
- 2009《閃亮的日子》（角色：佳琪）
- 2010《牽紙鷂的手》（角色：江毓秀）
- 2011《雲頂天很藍》（角色：徐秀俐）入圍金鐘獎最佳女主角
- 2012《東門四少》（角色：金秀秀）
- 2013《真愛黑白配》（角色：潔西卡）
- 2014《媽咪的男朋友》（角色：朱桂珍）
- 2014《大愛長情劇展 又見春風化雨》（角色：林加恩 { 佳恩 }）
- 2014《22K夢想高飛》客串（角色：宥子）
- 2015《出境事務所》客串（角色：李瑤慧）
- 2015《孤独的美食家》（角色：吳麗靜）
- 2016《我的極品男友》客串（角色：蔣甯）
- 2018《紡綞蟲的記憶》（角色：楊旭顏）

### 電影
- 2013《暑假作業》
- 2017《上岸的魚》

## 主持節目
- 2007 三立都會台《國光幫幫忙》 助理主持
- 2011 客家電視台《客庄好味道》主持人
- 2013 中國電視公司《來去客庄打個卡》主持人

## 獎項紀錄
| 年份   | 頒獎         | 獎項             | 節目           | 結果 |
| ------ | ------------ | ---------------- | -------------- | ---- |
| 2011年 | 第46屆金鐘獎 | 戲劇節目女主角獎 | 《雲頂天很藍》 | 提名 |
| 2012年 | 第47屆金鐘獎 | 行腳節目主持人獎 | 《客莊好味道》 | 提名 |